# صاروخانلي
صاروخانلي (بالتركية: Saruhanlı)‏ هي بلدة ومُديريَّة تقع في ولاية مانيسا بتركيا. تصل مساحتها إلى 839.37 كم²، وترتفع عن سطح البحر حوالي 32 م.